# Jay-R
Gaudencio "Jay R" Sillona III (1 de febrero de 1981 en Los Ángeles, California, Estados Unidos), es un cantante, músico, compositor, actor y modelo de origen filipino. 

## Primeros años
Hijo de padres filipinos, formó parte de un grupo llamado FI (primera impresión), integrada por 5 miembros a saber: Mike Gabriel, Alex Bacani, Jayr Sillona, Jimmy Martínez (que vino junto con Jay R a Manila) y Owen Amurao. Cuando Mike, Owen y Alex se separaba del grupo, Jay R y Jimmy continueron con la banda mediante la audición de otro talentoso cantante llamado Kris Cadevida. Además realizaron conciertos en Los Ángeles, San Francisco, y Míchigan. Jay R también pertenecía como perteneciente auquella vez a esta banda, fue dirigido por su tío, Robert Sillona, artísticamente conocido como "The Howlers". 

## Carrera
Su primer álbum, titulado acertadamente "GameFace", tiene doce pistas en diferentes versiones, cantado en el tagalo original que contiene dos canciones como: "Kaibigan", escrito por su hermana, Jhing Sillona, y "Pa Bakit Ba" de Vehnee Saturno. Su primer síngle, "Diseño Para Luv", es al ritmo de hip-hop y RnB. En abril de 2004, realizó su primer y gran concierto que fue titulado "GameFace Concert" en el Museo de Música, seguido de "GameFace Recargar" en septiembre de 2004. 

## Filmografía

### Televisión
- Lalola
- Pilipinas MTV Music Awards 2006
- MTV Pilipinas Music Awards 2006 Pilipinas
- Encantadia: Pag-ibig Hanggang Wakas
- Amor al amor: Haunted Lovehouse
- Amor al amor: Dúo de amor
- Reglas SOP

### Especiales en televisión
Especiales de TV 
- Ang Sarap ng Paskong Kapuso: El Especial de Navidad GMA (2006).
- Glam: El Smart Oro 2005 Alfombra Roja Especial (2005).
- Se Chica - Paletas Fernández Concierto (2005).

### Películas
- Desperadas 2
- Desperadas
- Éxodo: Tales from the Enchanted Kingdom Cuentos del Reino Encantado.
- Hari Ng Sablay
- Así que felices juntos

## Discografía

### Álbumes
- 2003:Face
- 2005: Jay R
- 2006: Navidad lejos de Inicio
- 2008: En Alma Amor
- 2008: Fiesta de Amor

### Videos musicales
- Para el diseño Luv
- Pa Bakit Ba
- Kung Mahal Mo Siya
- Tirar las manos en el aire (Remix)
- Are De la forma en que Åre
- Ngayo'y Narito
- Me Decir que me amas
- Tattooed On My Mind